# (200422) 2000 SN230
(200422) 2000 SN230 es un asteroide perteneciente al cinturón de asteroides, región del sistema solar que se encuentra entre las órbitas de Marte y Júpiter, descubierto el 28 de septiembre de 2000 por el equipo del Lincoln Near-Earth Asteroid Research desde el Laboratorio Lincoln, Socorro, Nuevo México, Estados Unidos.

## Designación y nombre
Designado provisionalmente como 2000 SN230. 

## Características orbitales
2000 SN230 está situado a una distancia media del Sol de 2,467 ua, pudiendo alejarse hasta 2,926 ua y acercarse hasta 2,007 ua. Su excentricidad es 0,186 y la inclinación orbital 2,745 grados. Emplea 1415,65 días en completar una órbita alrededor del Sol.

## Características físicas
La magnitud absoluta de 2000 SN230 es 16,1. 